# Difracció (so)

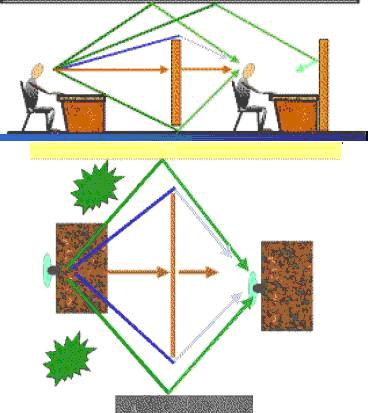
En aquesta il·lustració, la línia blava representa la difracció del so, la verda, la reflexió i la marró, la refracció

La difracció  és un fenomen que afecta la propagació del so. Es parla de difracció quan el so en lloc de seguir en la direcció normal, es dispersa en una direcció contínua.
L'explicació es troba en el principi de Huygens, que estableix que qualsevol punt d'un front d'ones és susceptible d'esdevenir un nou focus emissor d'ones idèntiques a les que el va originar. D'acord amb aquest principi, quan l'ona incideix sobre una obertura o un obstacle que impedeix la seva propagació, tots els punts del seu pla es converteixen en fonts secundàries d'ones, emetent noves ones, denominades ones difractades.
La difracció es pot produir per dos motius diferents:
1. Perquè una ona sonora troba al seu pas un petit obstacle i l'envolta. Les baixes freqüències són més capaces d'envoltar els obstacles que les altes. Això és possible perquè les longituds d'ona en els espectres audibles estan entre 1,7 cm i 17m, per la qual cosa són prou grans per superar la major part dels obstacles que troben.
2. Perquè una ona sonora topa amb un petit forat i el travessa.

La quantitat de difracció estarà donada en funció de la mida de la mateixa obertura i de la longitud d'ona.
- Si una obertura és gran en comparació amb la longitud d'ona, l'efecte de la difracció és petit. L'ona es propaga en línies rectes o raigs, com la llum.
- Quan la grandària de l'obertura és menor en comparació amb la longitud d'ona, els efectes de la difracció són grans i el so es comporta com si fos una llum que procedeix d'una font puntual localitzada en l'obertura.